# جون وايز (قائد منطاد)
جون وايز (بالإنجليزية: John Wise)‏ هو قائد منطاد ‏ أمريكي، ولد في 24 فبراير 1808 في لانكستر في الولايات المتحدة، وتوفي في 28 سبتمبر 1879.